# Abu Hudhayfa ibn Utba
Abu Hudhayfa ibn Utba était un compagnon du prophète de l'islam Mahomet. 

## Biographie
Il était le fils de Utbah ibn Rabi'ah du clan des Banu Abd-Shams; un des dirigeants de la tribu de Quraych. Hind bint 'Utba, la femme de Abu Sufyan, était sa sœur. Il mourut en 633 lors de la bataille opposant l'armée arabo-musulmane du calife Abu Bakr conduit par Khalid Ibn al-Walid  à Musaylima de Banou Hanifa.